# Обернайзен
Обернайзен (нім. Oberneisen) — громада в Німеччині, розташована в землі Рейнланд-Пфальц. Входить до складу району Рейн-Лан. Складова частина об'єднання громад Ганштеттен.
Площа — 4,54 км2. Населення становить 748 ос. (станом на 31 грудня 2020).

## Галерея

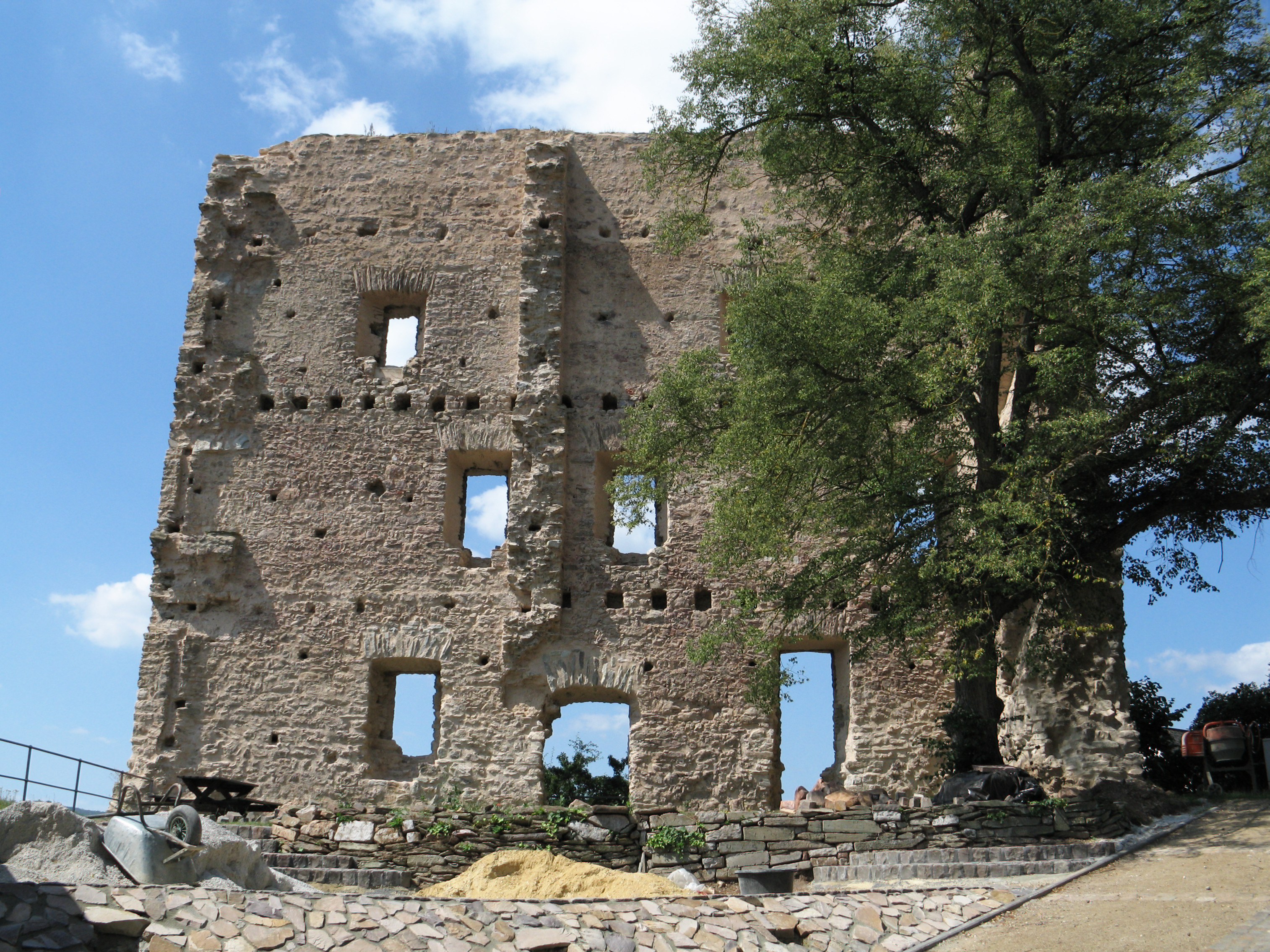
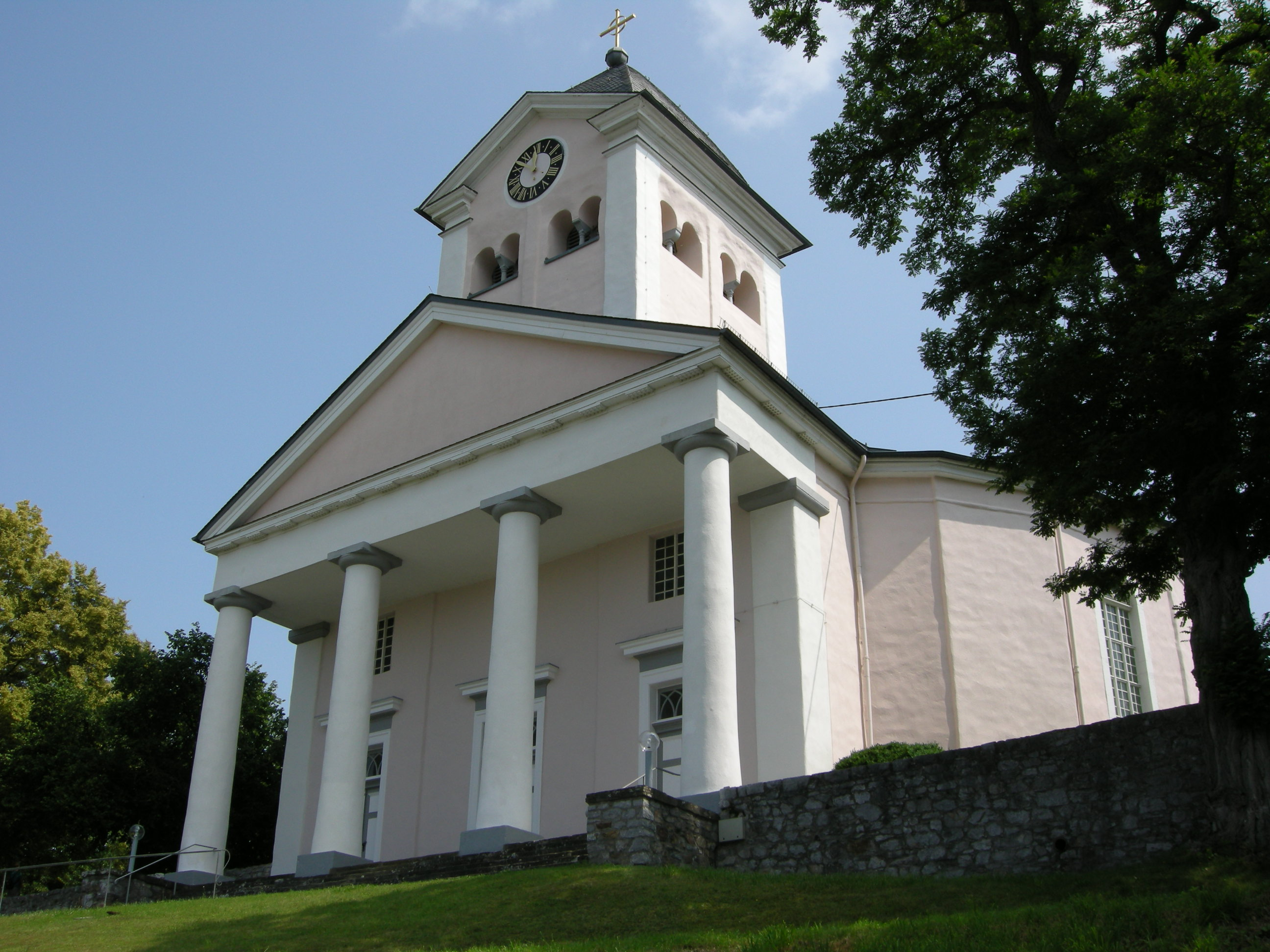